# Robert Noortman

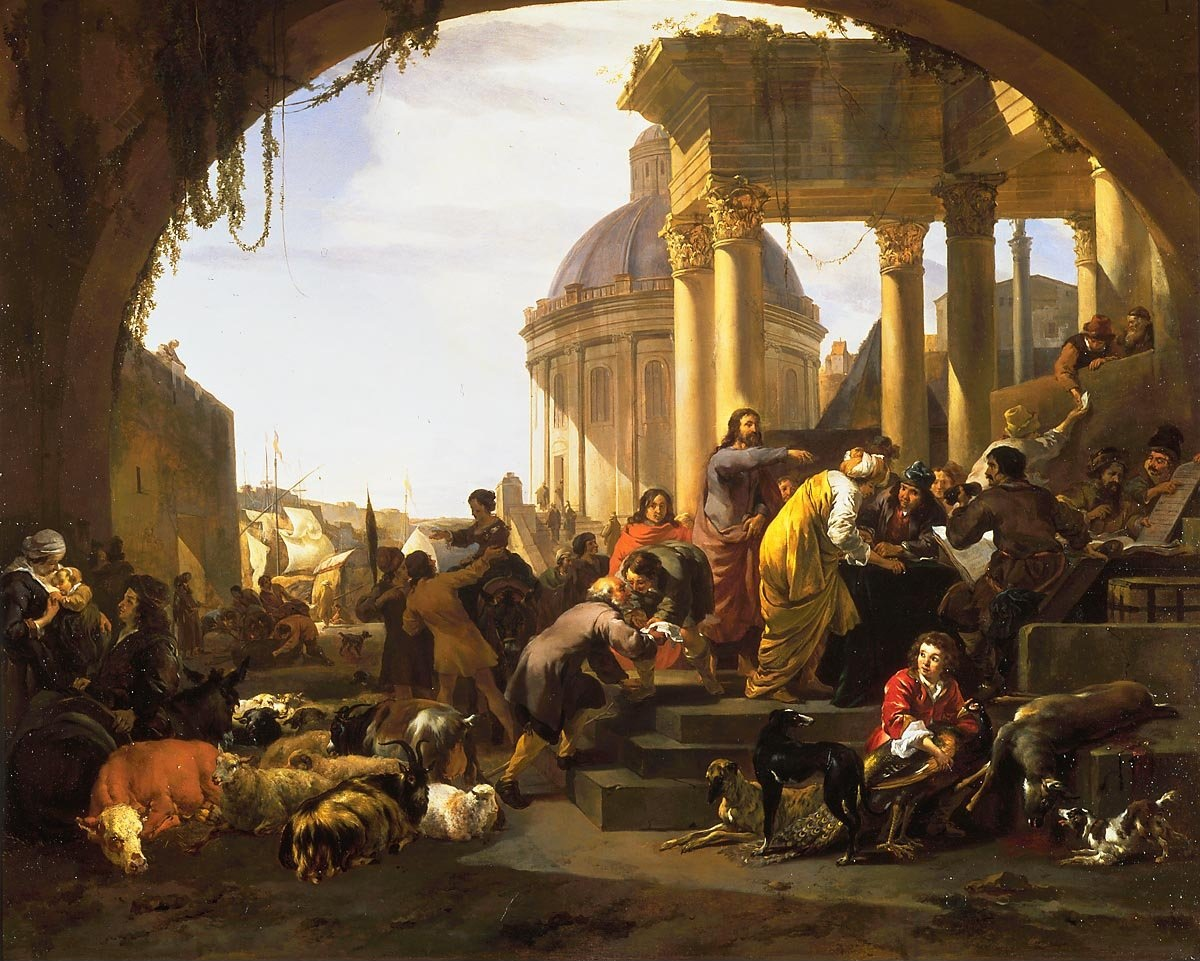
La vocation de Saint-Matthieu, par Jan Baptist Weenix et Nicolaes Berchem, acquise par Robert Noortman en 1979.

Robert Noortman, né le 5 mars 1946 à Heemstede et mort le 14 janvier 2007 à Kuttekoven, était un marchand d'art néerlandais, spécialisé dans les œuvres de l'âge d'or néerlandais (XVIIe siècle) et de l'impressionnisme français.
Personnalité influente du monde de l'art, il conseille les collectionneurs comme George Kremer, mais aussi les musées privés et publics, tels que la National Gallery of Art à Washington, le Metropolitan Museum of Art à New York, le Rijksmuseum à Amsterdam, les Mauritshuis à La Haye, le Getty Museum, la National Gallery à Londres, ou encore le Musée d'Israël.

## Biographie
Il ouvre sa première galerie à Hulsberg, puis à partir de 1974 des succursales à Londres, Maastricht et New York (Madison Avenue). En 1980, il concentre l'ensemble de ses activités néerlandaises à Maastricht et ferme ses galeries étrangères. Durant cette période, il participe à l'organisation puis préside The European Fine Art Fair de Maastricht.
Il acquiert au cours de sa carrière trois œuvres de Rembrandt, dont Le Portrait d'une vieille femme, que Bethsabée de Rothschild revend à Londres par l'intermédiaire de Christie's pour 19,6 millions d'euros (28,7 millions de dollars américains).
Il vend sa dernière galerie à Sotheby's en juin 2006 pour 44 millions d'euros et intègre l'entreprise comme conseiller et actionnaire.
Il est fait Chevalier de l'Ordre des Arts et des Lettres à Paris.
Il meurt à 60 ans, le 14 janvier 2007 à son domicile de Borgloon en Belgique. Il reçoit à titre posthume le 16 janvier 2007 la médaille d'honneur de la ville de Maastricht pour son influence positive sur la cité et sa région. Un fauteuil à la Faculté des Lettres de l'Université de Maastricht et une salle d'exposition de la National Gallery de Londres lui rendent hommage.